# Berneška malá
Berneška malá (Branta hutchinsii), někdy také berneška aljašská, je kachnovitý pták, který se vyskytuje na severu Kanady a na Aljašce. Dříve byla řazena do jednoho druhu s berneškou velkou.
Délka těla činí 60–70 cm, rozpětí křídel je 125–150 cm. Vzhledem se velmi podobá bernešce velké, je ale znatelně menší a kompaktnější. Nohy, krk a zobák jsou kratší, čelo se nad zobákem zvedá strměji (vzhledová analogie je podobná vztahu mezi husou běločelou a husou malou). Hlas se podobá hlasu bernešky velké, je ale vyšší.
Berneška malá je tažný pták; běžně zimuje v západní části USA, vzácně se stává, že jednotliví jedinci zaletí až na západ Evropy. Přidávají se přitom do hejn bernešek bělolících a hus krátkozobých. Na území České republiky byla poprvé zdokumentována v roce 2019, kdy byli pozorováni dva společně se pohybující jedinci.